# Mercè Company
Pour les articles homonymes, voir Mercè, Company et González.
Mercè Company i González, née le 19 mai 1947) à Barcelone, est une romancière espagnole d'expression espagnole, catalane et française.

## Parcours
Elle étudie le journalisme et travaille pour diverses publications et maisons d'éditions. Sa bibliographie comprend plus de 170 livres, dont l'Arbre-mémoire en 1990. 
Elle a obtenu plusieurs prix pour ses travaux de littérature d'enfance et de jeunesse : le Prix Ville d'Olot en 1982, le Prix de la critique Serra d'Or en  1983 ou la Médaille d'Honneur de Barcelone en 1999.
De plus, elle a participé à la réalisation des livres et de la série télévisée Les Trois Petites Sœurs (Las Tres Mellizas en espagnol, Les Tres Bessones en catalan) de la maison de productions barcelonaise Cromosoma.